# Deuxième circonscription de Fiq
La deuxième circonscription de Fiq est une des 23 circonscriptions législatives de l'État fédéré Somali, elle se situe dans la Zone Fiq. Son représentant actuel est Deq Shek Abdi.